# Turó de Can Planes
El Turó de Can Planes és una muntanya de 328 metres que es troba al municipi de Corbera de Llobregat, a la comarca del Baix Llobregat.